# Artère iliolombaire

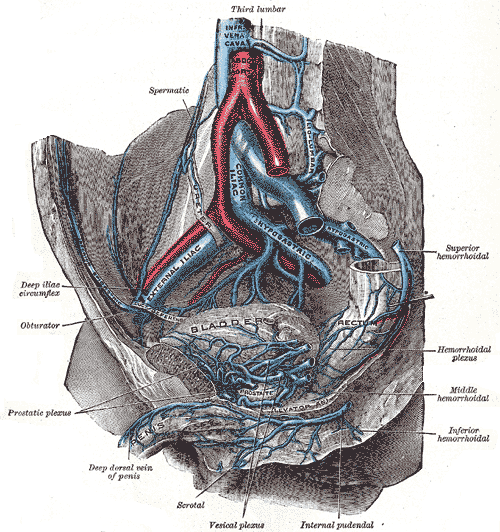
Veines de la moitié droite du bassin de l'homme (l'artère ilio-lombaire n'est pas étiquetée, mais la veine ilio-lombaire est visible au centre droit).

L'artère iliolombaire (ou artère iliolombale) est une artère systémique paire de l'abdomen qui vascularise les régions lombaire et iliaque.

## Origine
L'artère iliolombaire est la première branche du tronc postérieur de l'artère iliaque interne qui nait entre la cinquième vertèbre lombaire et la première sacrée Elle émerge en arrière de l'uretère et de la veine iliaque interne.

## Trajet
L'artère iliolombaire se dirige en haut et latéralement en avant de l'articulation sacro-iliaque en passant derrière le muscle grand psoas. 

## Terminaison
L'artère iliolombaire se divise en arrière du muscle grand psoas en deux branches : le rameau lombaire et le rameau iliaque.
Parfois le rameau spinal nait directement comme une troisième branche au lieu de naître du rameau lombaire.
Le rameau lombaire vascularise les muscles grand psoas et carré des lombes et s'anastomose avec la quatrième artère lombaire. Elle donne le rameau spinal à destination de la queue-de-cheval.
Le rameau iliaque vascularise le muscle iliaque et s’anastomose avec l’artère circonflexe iliaque profonde, collatérale de l’artère iliaque externe. Elle donne des branches pour l'os iliaque, les muscles glutéaux et abdominaux.